# Ponts (Lleida)
Ponts (spanisch Pons) ist eine katalanische Gemeinde (municipio) mit 2.703 Einwohnern (Stand: 2024) in der Provinz Lleida im Nordosten Spaniens. Sie liegt in der Comarca Noguera. Die Gemeinde besteht neben dem Hauptort Ponts aus den Ortschaften La Força, Torreblanca und El Tossal.

## Geographische Lage
Ponts liegt etwa 55 Kilometer nordöstlich von Lleida und linksseitig des Flusses Segre in einer Höhe von ca. 365 m. 

## Bevölkerungsentwicklung
| Jahr      | 1970 | 1981 | 1991 | 2001 | 2011 | 2021 |
| Einwohner | 2045 | 2230 | 2200 | 2429 | 2714 | 2629 |

## Sehenswürdigkeiten
- Burgruine von Ponts
- Stiftskirche San Pedro (Colegiata de San Pedro), romanische Kirche aus dem 11. Jahrhundert
- Marienkirche
- Dominikuskirche in El Tossal

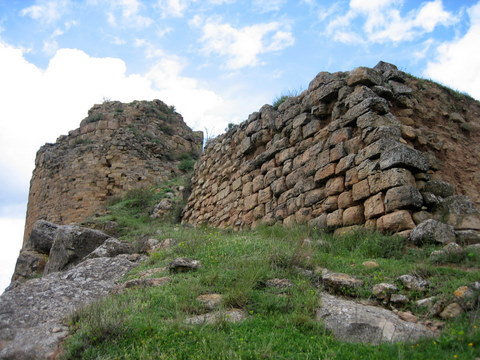
Burgruine
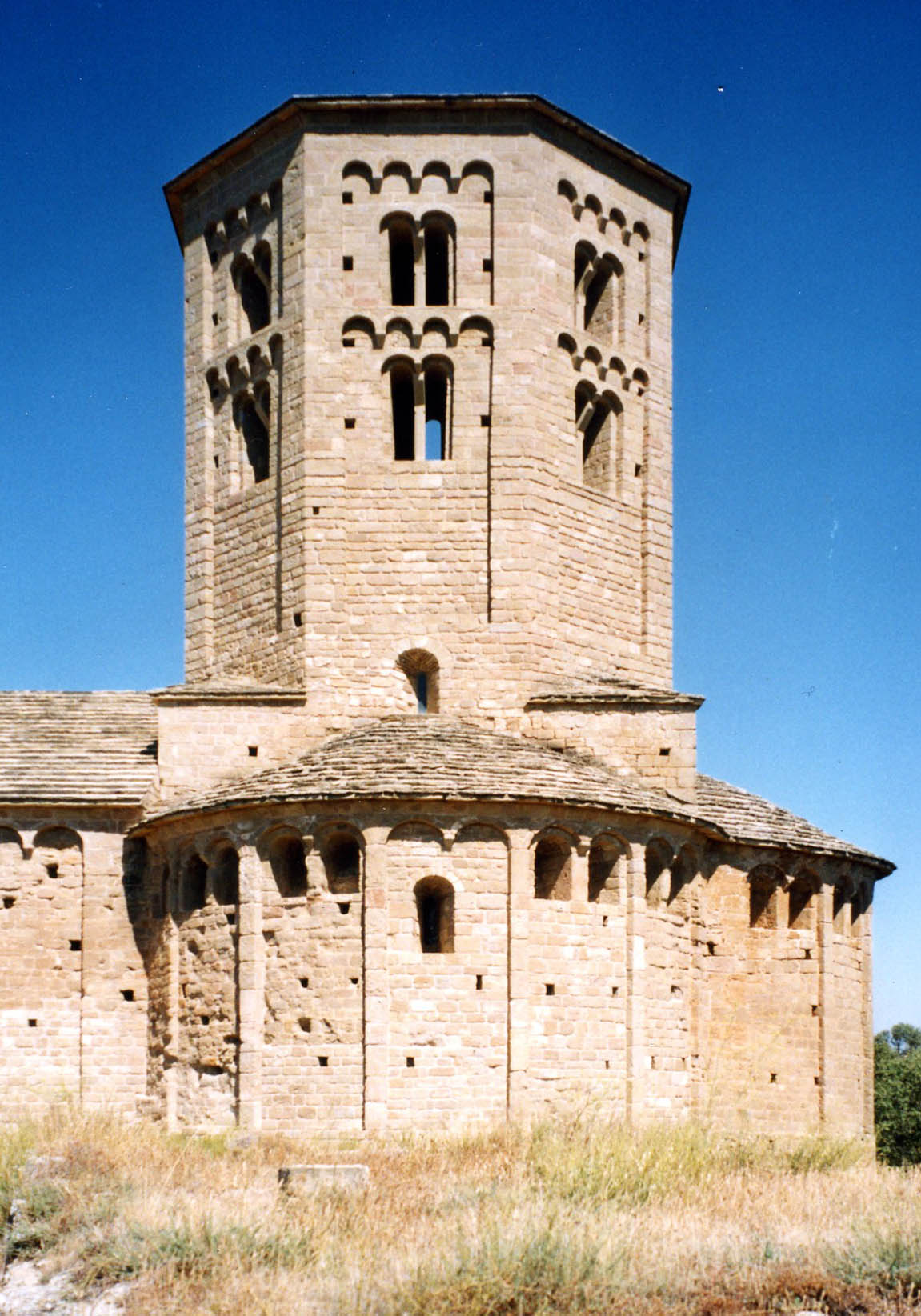
Stiftskirche San Pedro
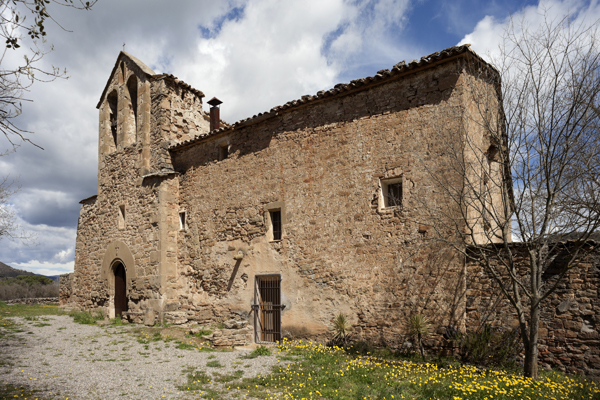
Dominikuskirche

## Söhne und Töchter
- Hugues Roger III. de Pallars Sobirà (um 1430–1508), Graf von Pallars Sobirà und Baron von Ponts (1478–1491)
- Domènec Font Blanch (1950–2011), Regisseur und Kunstkritiker
- Antoni Samarra (1886–1914), Maler und Bildender Künstler